# 200069 Alastor
200069 Alastor è un asteroide troiano di Giove del campo greco. Scoperto nel 1960, presenta un'orbita caratterizzata da un semiasse maggiore pari a 5,3310466 UA e da un'eccentricità di 0,0665164, inclinata di 6,14876° rispetto all'eclittica. Ha un diametro di 11,854 km.
L'asteroide è dedicato ad Alastore, guerriero greco.